# Henry's World
Henry's World (Brasil: As Aventuras de Henry / Portugal: O Mundo de Henrique)  é uma série infantil de animação canadense produzida para o Family Channel do Canadá pela Cuppa Coffee Animation, Alliance Atlantis Communications, com a TV-Loonland AG também produzindo a primeira. Foi ao ar pela primeira vez de 2002 a 2005, com 26 episódios no total. A série segue Henry Wiggins, um menino que tem uma habilidade extraordinária de realizar seus desejos ao comer as cenouras moles de sua mãe. Esta foi a primeira série animada em stop-motion produzida inteiramente no Canadá.
No Brasil já foi transmitido pelo Discovery Kids e Canal Futura. Em Portugal, foi exibido por Canal Panda e RTP2.
1. ↑  Crump, William D. (2019). Happy Holidays—Animated! A Worldwide Encyclopedia of Christmas, Hanukkah, Kwanzaa and New Year's Cartoons on Television and Film. [S.l.]: McFarland & Co. p. 134. ISBN 9781476672939